# Tasnimocerus clypelatus
Tasnimocerus clypelatus är en insektsart som beskrevs av Ghauri 1975. Tasnimocerus clypelatus ingår i släktet Tasnimocerus och familjen dvärgstritar. Inga underarter finns listade i Catalogue of Life.